# 로저 보웬

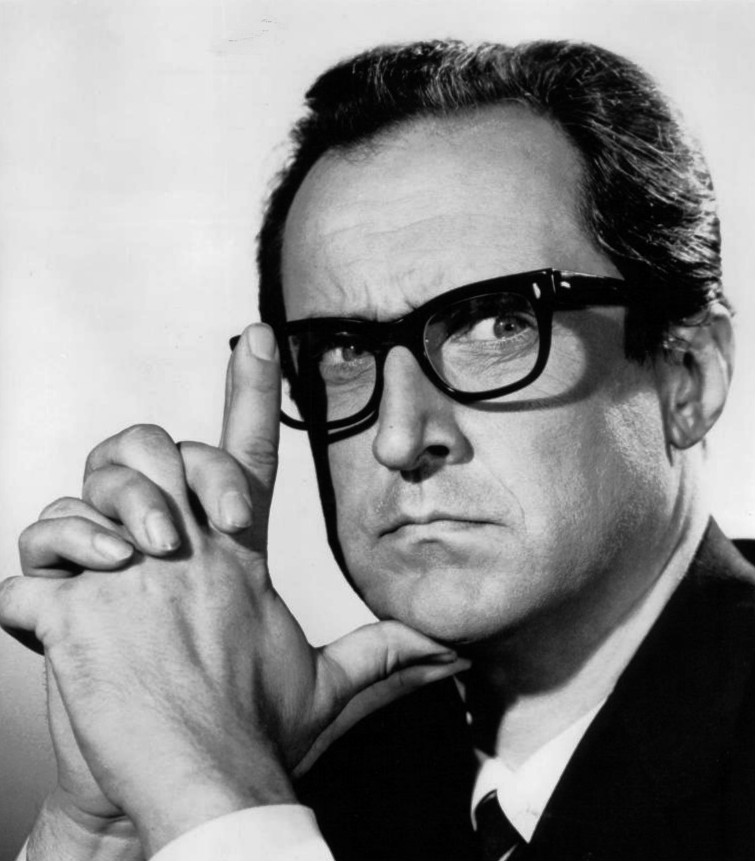

로저 보언(Roger Bowen, 1932년 5월 25일 ~ 1996년 2월 16일)은 미국의 배우, 소설가이다.

## 출연 작품
- 밥에게 무슨 일이 생겼나 (1991년)
- 바니의 소동 (1982년)
- 퍼스트 패밀리(영어판) (1980년)
- 뉴욕 야사 (1980년)
- 메인 이벤트 (1979년)
- 위키드, 위키드 (1973년)
- 스틸야드 블루스 (1973년)

### 텔레비전
- 올 인 더 패밀리 (1968년) - 밋치 터너 역
- 매시 (1970년)
- 형사 Q (1976년)